# 割引岳
割引岳（わりびきだけ、別名わりめきだけ・われめきだけ）は、新潟県南魚沼市にある三国山脈・巻機山・牛ヶ岳に隣接する山。一等三角点百名山である。

## 呼称問題
- 江戸末期の1803年に編纂された会津藩領に関する地誌である「新編会津風土記」の巻之111[5]（魚沼郡之4）に、塩沢組早川村として清水の記載があり、そこに巻機山と並んで「ワリメキ山」が登場する（下記資料(1)参照）。
- 江戸末期に現在の南魚沼市塩沢で縮仲買商をしていた鈴木牧之が1837年に書いた「北越雪譜」に「破目山（われめきやま）」なる項目があり、「魚沼群清水村の奥に山あり（中略）山中すべて大小の破隙（われめ）あるを以て山の名とす」と記している。
- 北越雪譜（岩波文庫版）の校訂をした岡田武松が加えた註解に「「破目山（ワレメキ）」は「ワリメキ」と云ふのが正しい」とあるのは、上記の新編会津風土記の記述を踏まえたものと考えられる。
- 明治時代に実施された陸地測量部の測量に際し、割引岳に設置された一等三角点の名称が割引山（「ワリビキヤマ」とのふりがな付き）として、明治28年（1895年）に点の記に記載された（下記資料(2)参照）。最新の点の記が、国土地理院のサイト[6]から閲覧でき、そのふりがなも「わりびきやま」である。
- 深田久弥は、「日本百名山」の「巻機山」の中で北越雪譜の著述を紹介し、上記に続いて「麓の左右に渓川あり、合して滝をなす。絶景また言うべからず。」との記載があることから、この「破目山（われめきやま）」は、下記資料(3)の写真に示す「天狗岩（旧名、黒ツルベ）」と呼ばれる岩峰を指すものとし、陸地測量部の三角点測量の際に、この岩峰の名前を背後にある割引岳に付す際に、村の人が「ワレメキ」ないし「ワリメキ」と説明したものを「ワリビキ」と聞き誤って登録したものと推定している。
- 一等三角点研究会が定めた一等三角点百名山の一覧表では、山名「割引岳」のよみを「わりめきだけ」と表示しているが、なぜ点の記のふりがなと異なるよみにしているのか、理由は不明である。
- 一部の山岳関係図書[3][4]で、「わりめき」あるいは「われめき」と記載しているが、いずれも根拠は明記されていない。
- 地元を中心に「わりびき」の呼称が定着し、主要な地名・山名辞書[1][2]で採用され、「わりめき」は別名として付記されている。公的ガイドマップ[7]でも割引岳と割引沢に「わりびき」とのふりがなが付されている。
- 以上のように、「割引岳・沢」の呼称として「わりびき」が一般化しているのは明らかであり、過去の呼称に拘泥した別名「わりめき」ないし「われめき」の使用は、ごく一部に限られている。

## 登山コース
- 南魚沼市清水（桜坂駐車場）より、井戸尾根コースで巻機山頂まで約4時間30分。巻機山頂より約30分。裏巻機渓谷登山コースは、平成23年7月新潟・福島豪雨の被害により入山禁止になっている。
- 巻機山避難小屋（標高 1820m・収容人数 30人） [8]。

## 周辺の山々
- 牛ヶ岳・三ツ石山・小沢岳・下津川山・本谷山・越後沢山・丹後山
- 巻機山・栂ノ頭 (つがのかしら)1928m [9]・米子頭山・居頭山(いがしらやま)1627.7m[10]・柄沢山・檜倉山・大烏帽子山・朝日岳
- 金城山・古峰山

## アクセス
- 関越自動車道塩沢石打インターチェンジより、新潟県道28号塩沢大和線から国道291号で約30分。
- 上越新幹線越後湯沢駅から、上越線・北越急行ほくほく線六日町駅まで約21分。 六日町駅よりタクシーで約30分。南越後観光バス清水行で約40分。清水停留所より登山口（桜坂）まで徒歩で約50分。

## 資料

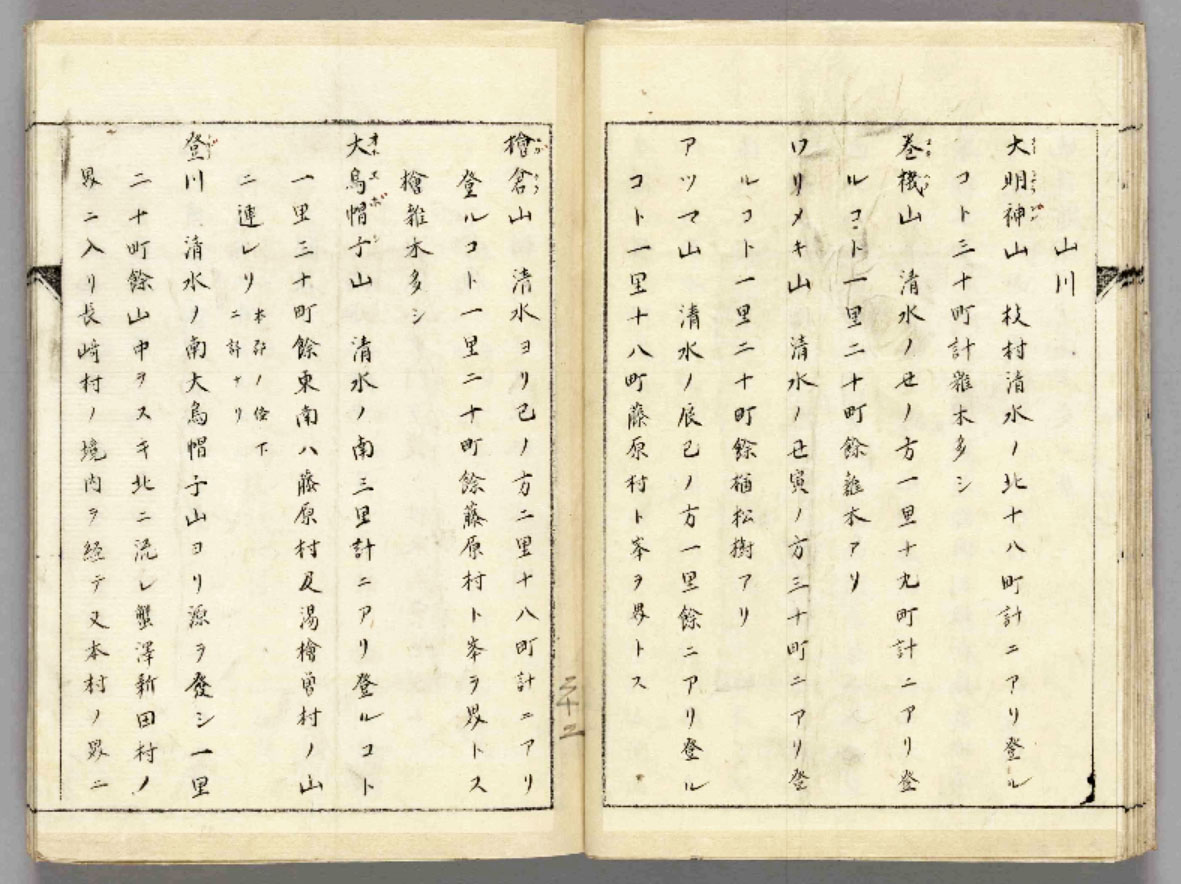
（1）「ワリメキ山」　新編会津風土記 巻之111 魚沼郡之4 塩沢組　会津若松市立会津図書館蔵　会津若松市／デジタルアーカイブ　CC BY

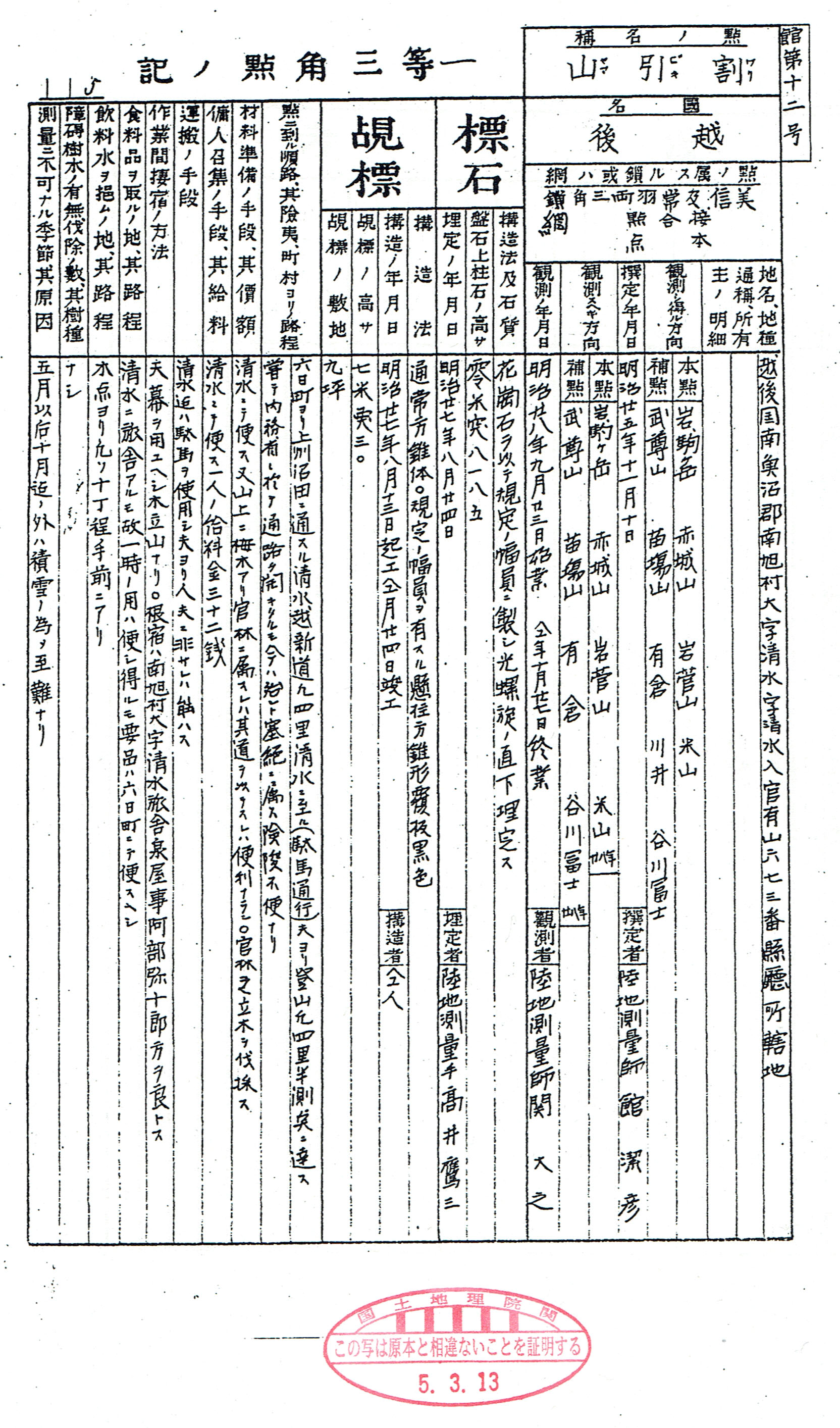
（2）「ワリビキヤマ」　明治28年観測の点の記「割引山」

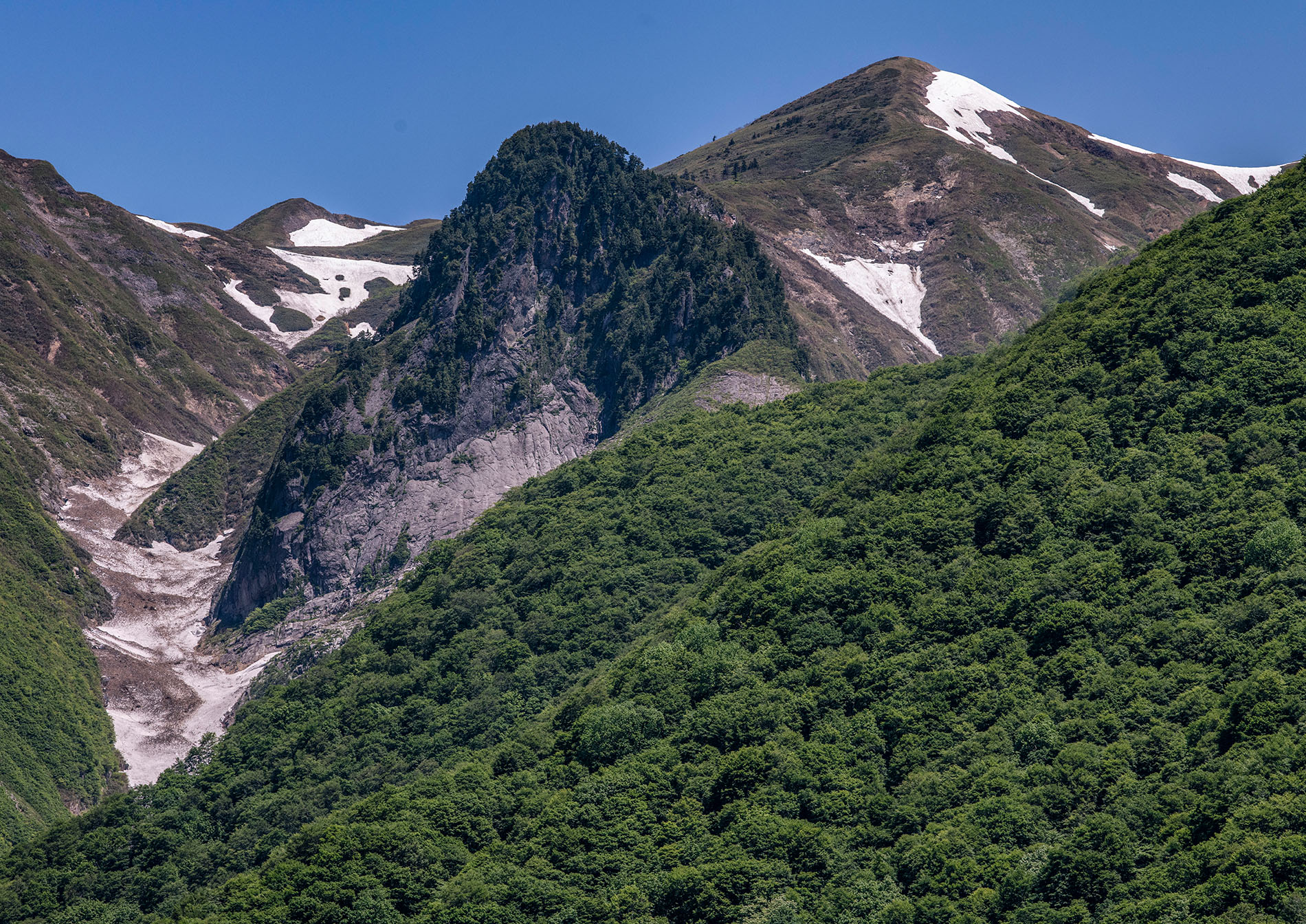
（3）井戸尾根登山口より割引岳（右奥）と天狗岩（中央）を望む